# Charlotte Arnould
Pour les articles homonymes, voir Arnould.
Charlotte Arnould, née le 28 novembre 1995 à Aix-en-Provence, est une actrice, chanteuse et danseuse française.

## Biographie
Charlotte Arnould, née à Aix-en-Provence, est danseuse, comédienne et musicienne. Alors qu'elle a un an, sa famille vient vivre dans le Jura à Port-Lesney. Son père travaille dans l'hôtellerie de luxe, il dirige alors le château de Germigney à Port-Lesney. Dès l'âge de cinq ans, elle fréquente une école de danse à Arbois,,. 
Elle suit des cours au sein du conservatoire de Chalon-sur-Saône puis rejoint le conservatoire de danse de Paris, où elle étudie le piano et la danse. Après une audition pour Passion de Fanny Ardant en 2016, où elle obtient un rôle, Charlotte Arnould est attirée par la comédie. Elle intègre alors, pendant trois ans, le Laboratoire de l'acteur d'Hélène Zidi. Elle joue dans plusieurs productions dont un épisode de L'Art du crime et double des voix pour des séries Netflix,.
Militante contre les violences faites aux femmes, elle joue en 2021, au Festival d’Avignon dans la pièce, Sœurcières, un « conte poétique et dansé » qui évoque les droits des femmes et la sororité. Elle est citée dans L'hymne des femmes de la chanteuse Mathilde,. Toujours en 2021, elle joue dans un spectacle choral chanté et dansé, Allons enfantes de la matrie.

## Affaire Depardieu
En 2018, Charlotte Arnould porte plainte en accusant Gérard Depardieu de l'avoir violée à deux reprises au domicile parisien de l'acteur, ami de son père, alors qu'elle avait 22 ans, combattait l'anorexie mentale et pesait 37 kilogrammes. Le parquet de Paris classe sans suite la procédure. En 2020, l’actrice se porte partie civile, ce qui nécessite la réouverture de la procédure. Une juge d’instruction est nommée et ordonne l’ouverture d’une enquête. Le 16 décembre 2020, Gérard Depardieu est mis en examen pour viols et agressions sexuelles. Il fait appel de la décision mais le 10 mars 2022, la chambre de l’instruction confirme la mise en examen.
En mai 2023, cinq ans après les faits allégués, elle déplore les ravages psychologiques des agressions sexuelles et des viols subis. Le 1er octobre 2023, Gérard Depardieu réagit à plusieurs accusations par le biais d'une lettre ouverte publiée dans Le Figaro, « Je veux enfin vous dire ma vérité ». Il s’en prend à Charlotte Arnould, sans la nommer directement. Il y affirme n'être « ni un violeur ni un prédateur » et n'avoir jamais abusé d'une femme. Par ailleurs il décide de ne plus participer à des projets dans le « contexte » de ces allégations. Charlotte Arnould répond le 2 octobre à la lettre ouverte de Depardieu, en dénonçant « une stratégie pour inverser la culpabilité ». Anouk Grinberg lui répond elle aussi, et affirme au contraire de lui que « tous ceux qui ont travaillé avec lui savent qu’il agresse les femmes ». Elle lui demande de ne pas « continuer le crime par le déni » et appelle à briser le silence pour aider Charlotte Arnould,. 
En décembre 2023, Charlotte Arnould témoigne dans le reportage de Complément d'enquête, sous-titré La Chute de l'ogre, consacré à Gérard Depardieu. Elle explique qu'elle connaissait Depardieu depuis l'enfance, et ne s'être pas du tout méfiée du personnage, se sentant face à lui comme « une petite fille face à son grand-père ».
En août 2024, le parquet de Paris demande un procès devant la cour criminelle départementale pour viols et agressions sexuelles sur Charlotte Arnould.

## Filmographie

### Courts-métrages
- 2016 : De ces blessures endiablées de Kevin Bodin
- 2016 : Milk de India Lange
- 2017 : Anne Frank de Lou Cheruy Zidi
- 2019 : Purge (spot de sensibilisation) de David Coudyser : Marie
- 2020 : Delta de Margaux Bennini :  Hannah
- 2020 : Camille d’Emeric Gallego : Camille
- 2020 : Transfert d'Emeric Gallego : Adélaïde
- 2021 : Libre d’Almaz Papatakis

### Théâtre
- 2016 : Passion, mise en scène Fanny Ardant, Théâtre du Châtelet : Fosca jeune fille
- 2021 : Soeurcières, mise en scène Adèle Duportal, Festival d’Avignon
- 2022 : Maguy, mise en scène Francesco Zarzana, Théâtre Les enfants du Paradis

### Séries télévisées
- 2019 : L'Art du crime (saison 3, épisode 1) : Judith Gondry